# フーラッド・モバラケ・セパハンFC
フーラッド・モバラケ・セパハンSC (英語: Foolad Mobarakeh Sepahan Sport Club、ペルシア語: باشگاه فوتبال فولاد مبارکه سپاهان) 、通称セパハンSC (英: Sepahan Sport Club) は、イランの都市エスファハーンを本拠地とするサッカークラブである。イランのIRIBは、セパーハーンと表記している。

## 歴史
創設は1967年。
2002-03シーズンで1部リーグ優勝を飾る。これは、首都テヘランを本拠地としないクラブとしては初のことだった。翌2004年、そして2006年、2007年には、ハズフィー・カップ優勝をはたしている。
2006-07シーズンでは、リーグ戦5位に終わった。しかし、2004年、2005年以来3度目のACL出場で初のグループリーグ突破を果たし、決勝トーナメントに進出。川崎フロンターレ、アル・ワフダに勝って決勝まで進んだが、決勝で浦和レッズに敗れ準優勝に終わった。しかし、開催国は1クラブのみの出場という原則から、セパハンが開催国枠としてFIFAクラブワールドカップ2007に出場することが決定した。1回戦を勝ち上がり、準々決勝で浦和レッズと再度対戦したが敗れた。
本拠地のエスファハーンは高地(約1600m)であり、高地に慣れていないアウェイのクラブは苦戦を余儀なくされる。
イラン代表のモハラム・ナビドキア（2004年から2006年までブンデスリーガのボーフムに所属）らが在籍している。
2007年のACL準々決勝で対戦したJ1の川崎フロンターレとは2008年10月24日までに提携を結んだ。事業面を含め、両国サッカーに関する情報収集などで協力した。
フットサルチームも強豪で知られる。

## タイトル

### 国内タイトル

#### イラン・プロリーグ
優勝 (5) : 2002-03, 2009-10, 2010-11, 2011-12, 2014-15
 準優勝 (2) : 2007-08, 2018-19

#### ハズフィ・カップ
優勝 (5) : 2003-04, 2005-06, 2006-07, 2012-13, 2023-24

#### イラン・スーパーカップ
優勝 (1) : 2024

#### イランリーグ 2部
優勝 (1) : 1973-74
 準優勝 (1) : 1992-93

#### エスファーン・リーグ
優勝 (3) : 1982-83, 1988-89, 1990-91
 準優勝 (2) : 1981-82, 1989-90

### 国際タイトル

#### AFCチャンピオンズリーグ
準優勝 (1) : 2007

## 過去の成績

### 国内リーグ
- 2001-02　イラン・プロリーグ　9位
- 2002-03　イラン・プロリーグ　優勝
- 2003-04　イラン・プロリーグ　6位
- 2004-05　イラン・プロリーグ　10位
- 2005-06　イラン・プロリーグ　7位
- 2006-07　イラン・プロリーグ　5位
- 2007-08　イラン・プロリーグ　2位
- 2008-09　イラン・プロリーグ　4位
- 2009-10　イラン・プロリーグ　優勝
- 2010-11　イラン・プロリーグ　優勝
- 2011-12　イラン・プロリーグ　優勝
- 2012-13　イラン・プロリーグ　3位
- 2013-14　イラン・プロリーグ　4位
- 2014-15　イラン・プロリーグ　優勝

### 国際戦
- AFCチャンピオンズリーグ2004　グループリーグ敗退
- AFCチャンピオンズリーグ2005　グループリーグ敗退
- AFCチャンピオンズリーグ2007　準優勝
- FIFAクラブワールドカップ2007　2回戦敗退
- AFCチャンピオンズリーグ2008　グループリーグ敗退
- AFCチャンピオンズリーグ2009　グループリーグ敗退
- AFCチャンピオンズリーグ2010　グループリーグ敗退
- AFCチャンピオンズリーグ2011　準々決勝敗退
- AFCチャンピオンズリーグ2012　準々決勝敗退
- AFCチャンピオンズリーグ2013　グループリーグ敗退
- AFCチャンピオンズリーグ2014　グループリーグ敗退
- AFCチャンピオンズリーグ2016　グループリーグ敗退
- AFCチャンピオンズリーグ2020　グループリーグ敗退
- AFCチャンピオンズリーグ2022　グループリーグ敗退
- AFCチャンピオンズリーグ2023/24　ラウンド16敗退

## 現所属メンバー
注：選手の国籍表記はFIFAの定めた代表資格ルールに基づく。
| No. | Pos. |            | 選手名                             |
| --- | ---- | ---------- | ---------------------------------- |
| 1   | GK   | イラン     | モハンマド・ラシード・マザーヘリー |
| 2   | DF   | イラン     | モハンマド・ネジャドメフディ       |
| 3   | DF   | ブラジル   | レナト                             |
| 5   | MF   | ポルトガル | マヌエル・フェルナンデス           |
| 6   | MF   | イラン     | マスード・リギ]                    |
| 7   | MF   | イラン     | モハンマド・レザ・ホセイニ         |
| 8   | MF   | イラン     | ヤシン・サルマニ                   |
| 9   | DF   | イラン     | ラーミーン・レザーイヤーン         |
| 10  | FW   | イラン     | ファルシャド・アフマジャデ         |
| 12  | GK   | イラン     | アリ・キーホスラヴィ               |
| 14  | MF   | イラン     | Aria Yousefi                       |
| 17  | MF   | イラン     | ジャラレディン・アリモハマディ     |
| 18  | DF   | イラン     | ミラド・ザキプール                 |
| 19  | DF   | イラン     | オミッド・ヌーラフカン             |

| No. | Pos. |          | 選手名                      |
| --- | ---- | -------- | --------------------------- |
| 20  | FW   | イラン   | Issa Moradi                 |
| 21  | MF   | イラン   | モハンマド・カリミ          |
| 25  | FW   | イラン   | Reza Bakhtiarizadeh         |
| 27  | MF   | イラン   | Hassan Shoushtari           |
| 41  | FW   | ブルンジ | エルビス・カムソバ          |
| 44  | GK   | イラン   | ニマ・ミルザド              |
| 58  | DF   | イラン   | モハンマド・ダネシュガル    |
| 66  | MF   | イラン   | モハマンド・ゴルバニ        |
| 70  | FW   | イラン   | シャフリヤール・モガンロウ  |
| 76  | GK   | イラン   | パヤム・ニアズマンド        |
| 80  | MF   | イラン   | Arshia Sarshogh             |
| 86  | MF   | イラン   | Mohammad Javad Hosseinnejad |
| 88  | MF   | イラン   | Ahmad Reza Mousavi          |
| 91  | DF   | ブラジル | ニルソン・ジュニオール      |

## 歴代所属選手
- モフセン・ベンガル 2004-2012
- アブドゥル・ワハブ・アブ・アルハイル 2006-2009
- アルマンド・サ 2008-2010
- メフディー・シャリーフィー
- ブルーノ・セザル・コヘア 2012
- モハマド・レザ・ハラトバリ 2012-2013、2014-2016
- ヤアグーブ・キャリーミー 2013-2014